# Wilhelm von Schlenther
Johann August Wilhelm Schlenther, ab 1913 Wilhelm von Schlenther (* 27. Mai 1858 in Tilsit, Ostpreußen; † 21. April 1924 auf Gut Baubeln, Landkreis Pogegen, Memelland, Ostpreußen) war Gutsbesitzer, königlich preußischer Landrat und Politiker.

## Leben

### Familie
Seine Eltern waren der Kreisrichter und Tilsiter Landrat Heinrich Schlenther und Marie von Keber (1832–1877) geheiratet, Tochter des Juristen und Gerichts-Präsidenten Wilhelm von Keber und der Lina Richter. Die Hochzeit der Eltern fand in Insterburg (Ostpreußen) statt. Der Vater war auch Gutsbesitzer auf Baubeln und zweier Nebengüter, 1828 von den Vorfahren erworben.
Schlenther wurde am 5. Februar 1913 in Königsberg (Ostpreußen) in den preußischen Adelsstand erhoben.
Er heiratete am 24. Mai 1888 auf Gut Fresenburg (heute Ortsteil von Bad Oldesloe, Schleswig-Holstein) Elisabeth de Voss (* 25. September 1866 auf Gut Kluvensiek, Schleswig-Holstein; † 25. Dezember 1945 in Potsdam). Elisabeth war die Tochter der Elise Hems und des Gutspächters Julius de Voss. Aus der Ehe von Elisabeth und Wilhelm von Schlenther stammen die Töchter Hildegard, die den Oberst Carl Brenner heiratete, und Else (* 1890; † 1919), sowie die beiden Söhne Heinrich von Schlenther (* 1893; † 1945), Landrat, und Peter-Wilhelm (Peter) von Schlenther (* 1901; † 1945). Der Sohn Peter von Schlenther wurde Landwirt auf Gut Klein Volz, Krs. Rummelsburg, und Oberleutnant im Heeressonderdienst.

### Werdegang
Während seines Studiums wurde er 1877 Mitglied der Leipziger Burschenschaft Germania.
Schlenther war königlich-preußischer Rittmeister d. Res. sowie Gutsherr auf Baubeln, Mickiten und Heinrichstal (1.000 Hektar), alle im Landkreis Pogegen. Er war königlich-preußischer Geheimer Regierungsrat und Landrat des Kreises Tilsit. Politisch betätigte er sich als Mitglied des Preußischen Herrenhauses.